# Hatu-Hou (Ort)
Hatu-Hou (Fatuhou) ist ein osttimoresischer Ort in der Gemeinde Liquiçá. Das Dorf im Norden der Aldeia Hatu-Hou bildet das westliche Ende einer Kette von Siedlungen auf einem Bergrücken im Süden des Sucos Leorema (Verwaltungsamt Bazartete), auf einer Meereshöhe von 1101 m. Die Straße, die Hatu-Hou durchquert führt nach Osten zum Dorf Ergoa und nach Westen in den Suco Açumanu. Nach Süden fällt das Land herab zum Lauf des Gleno, nördlich fließt der Caicabaisala. Beides sind Nebenflüsse des Lóis.